# Cryptanura fulvipes
Cryptanura fulvipes är en stekelart som först beskrevs av Cameron 1885.  Cryptanura fulvipes ingår i släktet Cryptanura och familjen brokparasitsteklar. Inga underarter finns listade i Catalogue of Life.